# Viggo Jensen
Alexander Viggo Jensen, född 22 juni 1874 i Köpenhamn, död där 2 november 1930, var en dansk tyngdlyftare, skytt, gymnast och friidrottare. Han blev Danmarks genom tiderna förste olympiska segrare i Aten 1896.
I tyngdlyftning fanns vid denna tid två grenar (endast en viktklass), tvåhandslyft och enhandslyft. Den första grenen, tvåhandslyft, slutade med att både Jensen och skotten Launceston Elliot slutade på 111,5 kg. Jensen fick då segern tack vare "bättre stil". I enhandslyftet blev placeringarna de omvända, Elliot vann med 71 kg före Jensen med 57 kg.
Viggo Jensen var en "allround"-idrottsman. Han slutade trea i frigevär och blev dessutom fyra i repklättring 1896. Han deltog även i OS 1900 i Paris, där han tävlade i skytte och slutade som bäst fyra.